# Bollo suizo

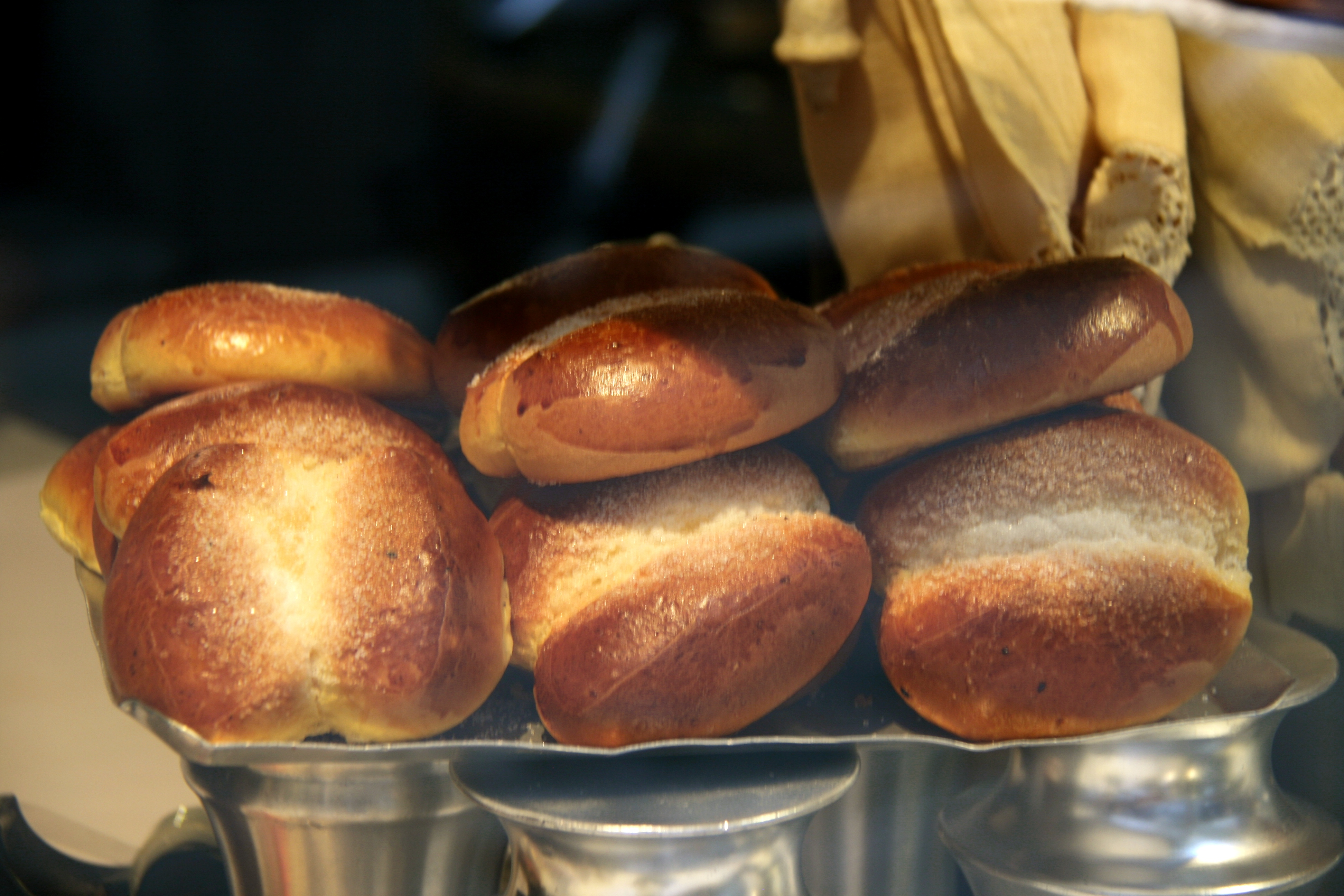
Suizos elaborados en la centenaria pastelería "El Pozo".

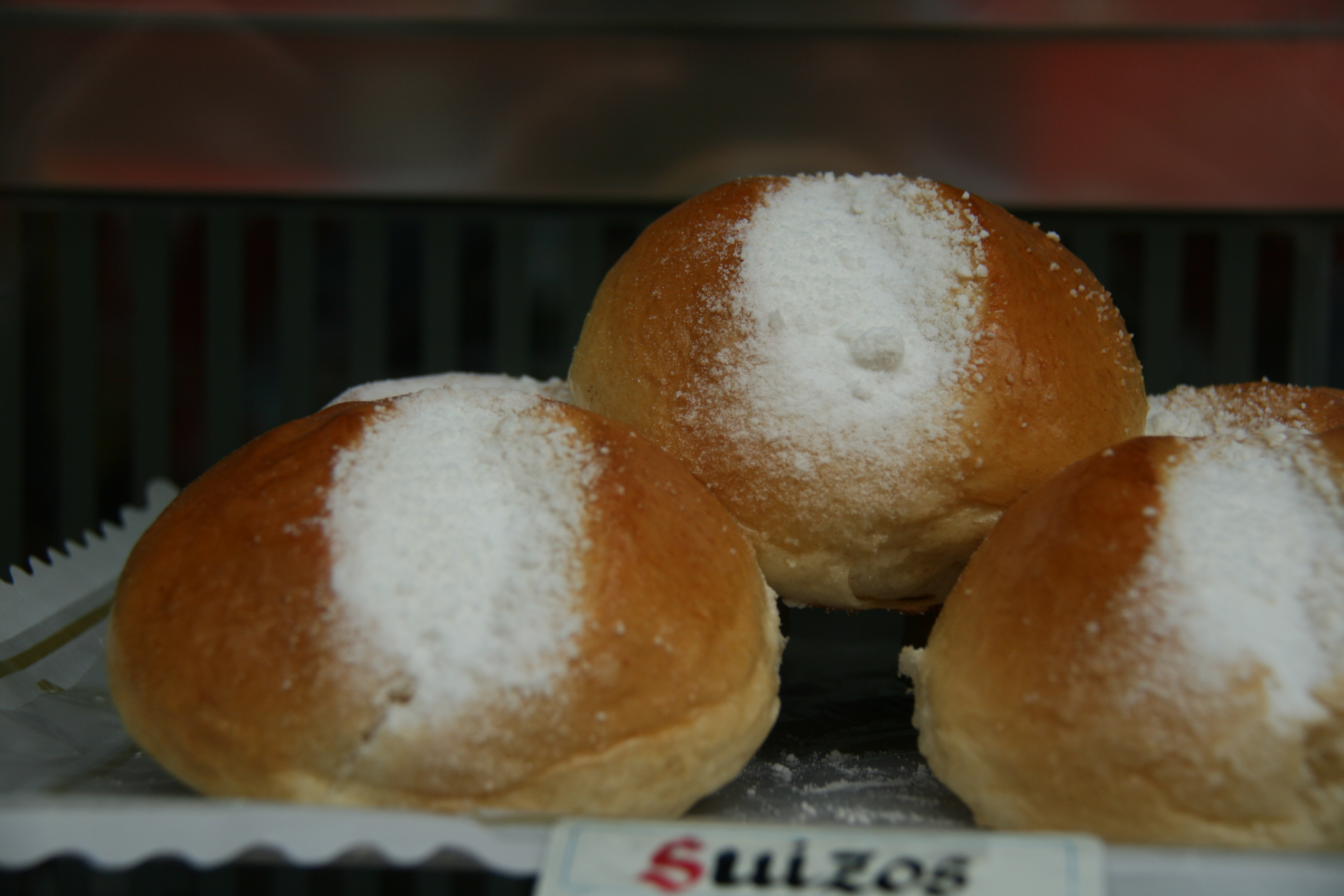
Suizos expuestos en La Mallorquina.

El bollo suizo (a veces simplemente suizo) es un bollo tipo brioche elaborado en las pastelerías madrileñas. Debe su nombre y su popularidad por haberse elaborado en el ya cerrado Café Suizo de Madrid. (Se encontraba en la confluencia de la calle de Alcalá y Sevilla, denominada antaño calle ancha de Peligros.) Se trata de un bollo simple que suele estar en lo más barato de un menú de repostería española. En la actualidad es fácil encontrarlo en diversas pastelerías y cafeterías de España. Es habitual tomarlo como desayuno.

## Historia
El nombre originario dado a este tipo de bollo madrileño es el de bollo de leche y se servía como desayuno y merienda habitualmente en los cafés de finales del siglo XIX en Madrid. La oferta tan exitosa que se hacía de él en Café Suizo hizo que al principio se les denominase "bollos del suizo" y finalmente simplemente como «suizos». Su elaboración fue muy popular a comienzos del siglo XX cuando se introdujo en la repostería española la conocida como levadura francesa, denominada así por ser procedente de la factoría francesa de Singer.

## Características
Se trata de un bollo elaborado con una simple masa brioche que posee como característica externa, una hendidura en su superficie sobre la que se asienta azúcar en polvo y cristalizada. Tiene una forma redonda de media esfera. Este condimento dulce se incluye justo al salir del horno, lo que hace que tenga un aspecto crujiente y bien adherido a la superficie. La masa del suizo suele ser tierna en el caso de haber sido recién hecha, pero a medida que pasa el tiempo se va resecando. Puede durar en un expositor entre dos o tres días. Se trata de un bollo que suele acompañar a un desayuno con café con leche, o simplemente leche.
Es popular también en otros países fuera de España, como por ejemplo Chile. En este último, se puede consumir relleno de crema pastelera, manjar o incluso dulce de membrillo; tomándose generalmente a la hora de la once.